# Armenier in Istanbul

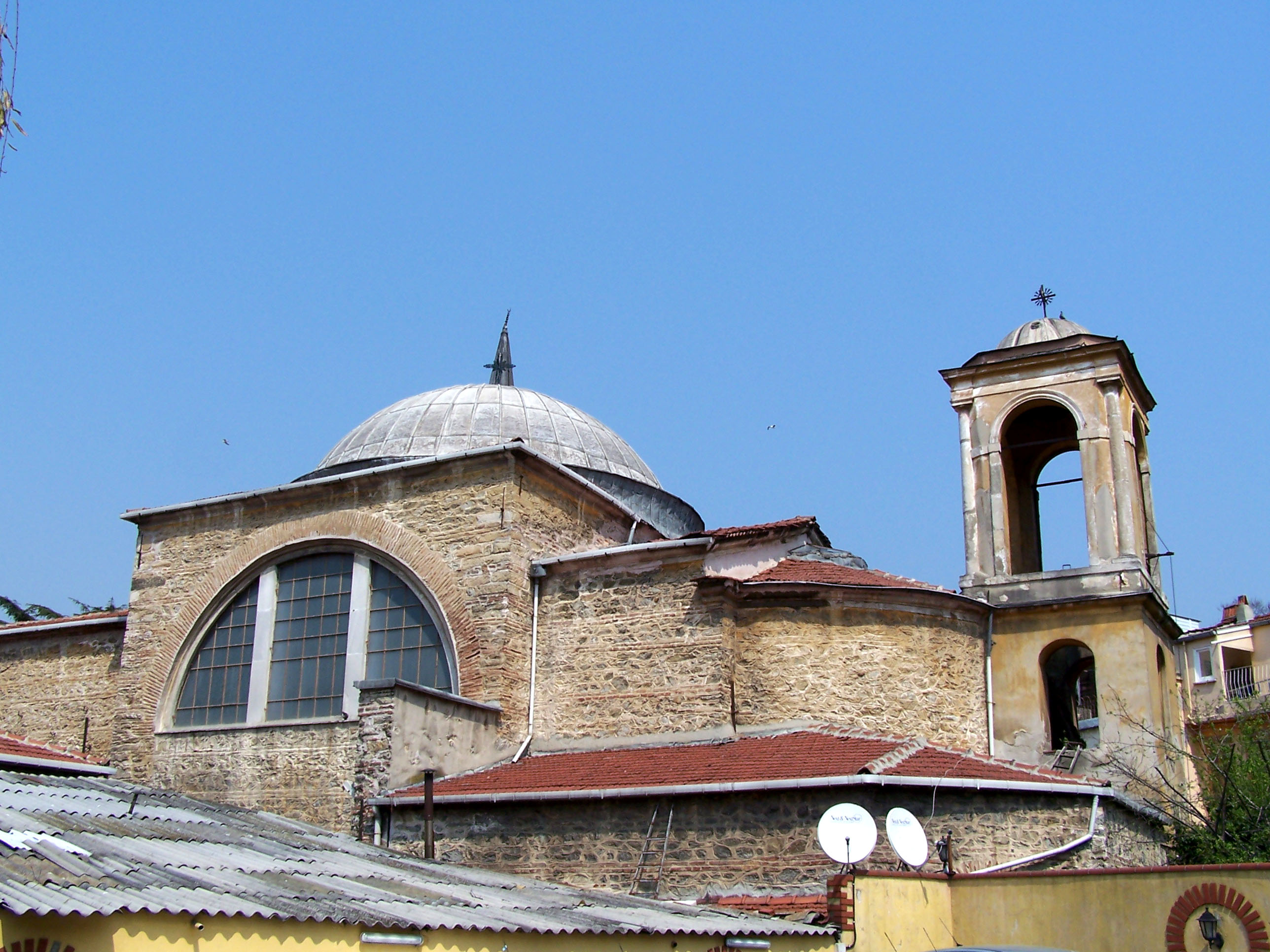
Surp-Krikor-Lusavoriç-Kirche in Kuzguncuk-Üsküdar

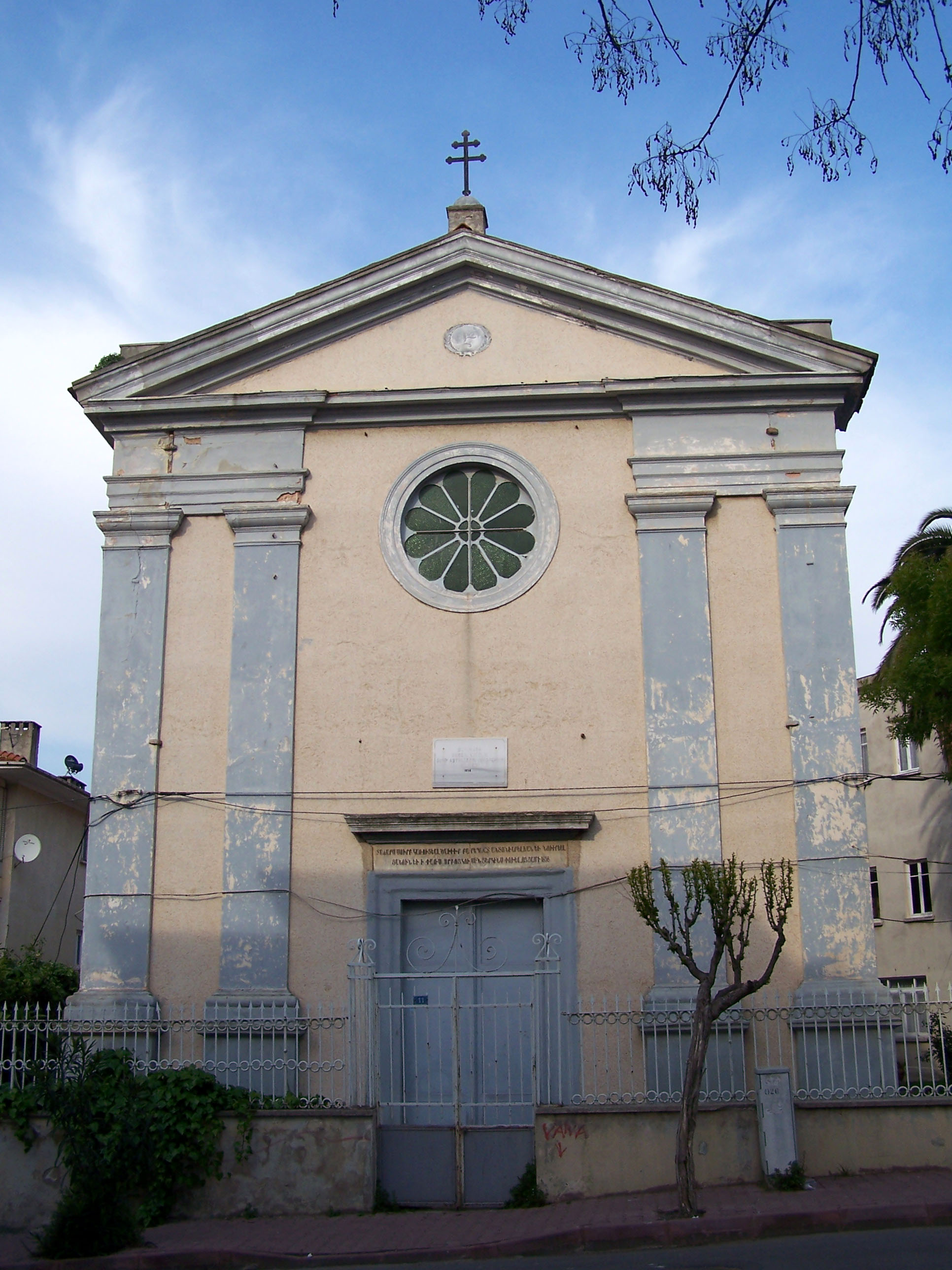
Armenisch-katholische Kirche in Büyükada, Adalar

Armenier in Istanbul (armenisch Պոլսահայեր Bolsahayer, auch Polsahayer; türkisch İstanbul Ermenileri) sind historisch eine der größten ethnischen Minderheiten von Istanbul in der heutigen Türkei. Die Stadt wird von Armeniern oft Bolis (Պոլիս) genannt.
Heute setzen die meisten Schätzungen die Zahl der Armenier in Istanbul auf 50.000, 60.000 oder 70.000 Angehörige. Sie machen damit inzwischen 75 % der gesamten armenischen Bevölkerung in der Türkei aus, welche durch Massaker in den Jahren 1894 bis 1896, das Massaker von Adana 1908 und den späteren Völkermord an den Armeniern von 1,5 Millionen Angehörigen auf knapp 70.000 Personen absank.

## Geschichte
Heutzutage hat die armenische Gemeinschaft in Istanbul 17 Schulen (u. a. Pangaltı-Gymnasium, Getronagan-Gymnasium, Surp-Haç-Gymnasium), 17 Kultur- und soziale Organisationen, drei Zeitungen – genannt Agos, Jamanak und Marmara –, zwei Sportvereine (Şişlispor und Taksimspor) und zwei Gesundheitseinrichtungen (Hl.-Erlöser-Krankenhaus, Surp-Agop-Krankenhaus) sowie mehrere religiöse Stiftungen (Pangaltı-Friedhof), die gegründet wurden, um all jene Aktivitäten zu unterstützen.

## Bekannte Armenier aus Istanbul
Das Folgende ist eine Liste von berühmten Armeniern, welche in Istanbul (Konstantinopel) geboren sind oder dort arbeiteten.
- Aram Andonian, Journalist
- Arpiar Arpiarian, Schriftsteller
- Hagop Baronian, Schriftsteller und Satiriker
- Nazaret Daghavarian, Arzt
- Hrant Dink, Journalist und Herausgeber
- Erukhan, Schriftsteller
- Gabriel Guévrékian, Architekt
- Hagop Kazazian Pascha, Finanzminister
- Komitas Vardapet, Musiker
- Garo Mafyan, Komponist
- Mkrtitsch Chrimjan, Religionsführer und Schriftsteller
- Yervant Odian, Schriftsteller und Satiriker
- Rupen Sevag, Schriftsteller
- Levon Schant, Schriftsteller
- Siamanto, Schriftsteller
- Papken Siuni, politischer Aktivist
- Bedros Tourian, Poet
- Taniel Varuschan, Poet
- Rupen Zartarian, Schriftsteller
- Krikor Zohrab, Staatsmann und Autor